# Edmond Lemaire
Edmond Lemaire, né à Anzin le 17 mai 1853 et décédé à Mont-Saint-Aignan le 30 novembre 1917, est un architecte de Valenciennes.

## Biographie
Il commence sa formation à l’École supérieure d'art et de design de Valenciennes, élève d'Émile Dusart. Il intègre ensuite l'école supérieure des beaux-arts en 1871, élève de Georges-Ernest Coquart et de Gustave Adolphe Gerhardt. Il est diplômé en 1883.
Jusque 1885, il participe à de nombreux concours et travaille chez Emile Dusart à Valenciennes et Paul Gion et Émile Auburtin à Paris.
Il s'établit en tant qu’architecte à Valenciennes. Il travaille à Avesnes-sur-Helpe et au Quesnoy.
Il est architecte du département du Nord pour l'arrondissement de Valenciennes.
À partir de 1891, il est membre de la Société régionale des architectes du Nord de la France.
Il quitte définitivement Valenciennes avant l’arrivée des Allemands au début de la première guerre mondiale.

## Principales réalisations
- 1878 : tombeau de Convents et Daupeley au Cimetière du Père-Lachaise avec Charles Naudin ;

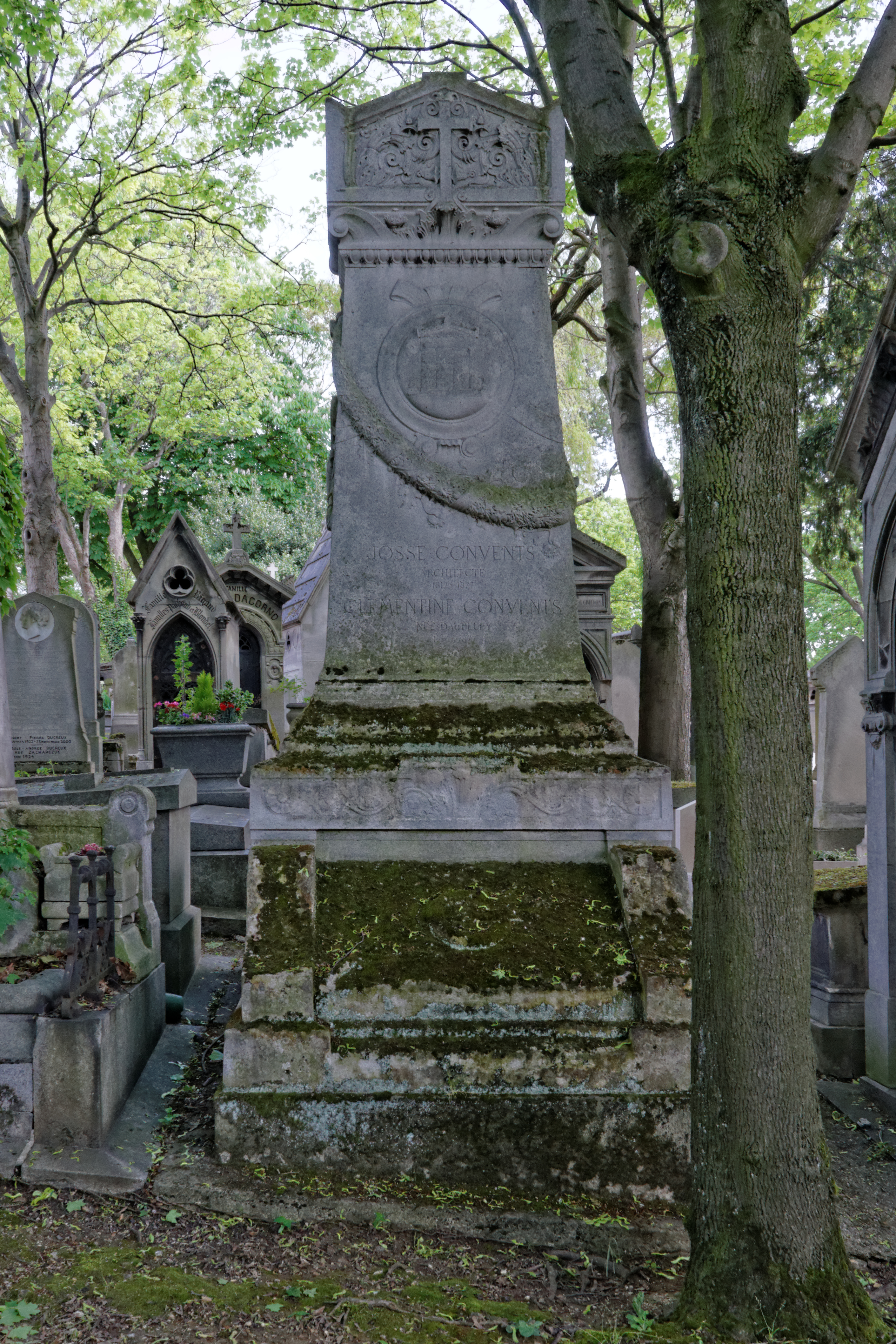
Tombeau de Convents et Daupeley au Cimetière du Père-Lachaise.

- 1885 : groupe scolaire Jules-Ferry à Levallois-Perret avec Charles Naudin ;
- 1901 : clôture du Monument de la Clairon, architecte Henri Guillaume et sculpteur Henri Gauquié, à Condé-sur-l’Escaut [2] ;

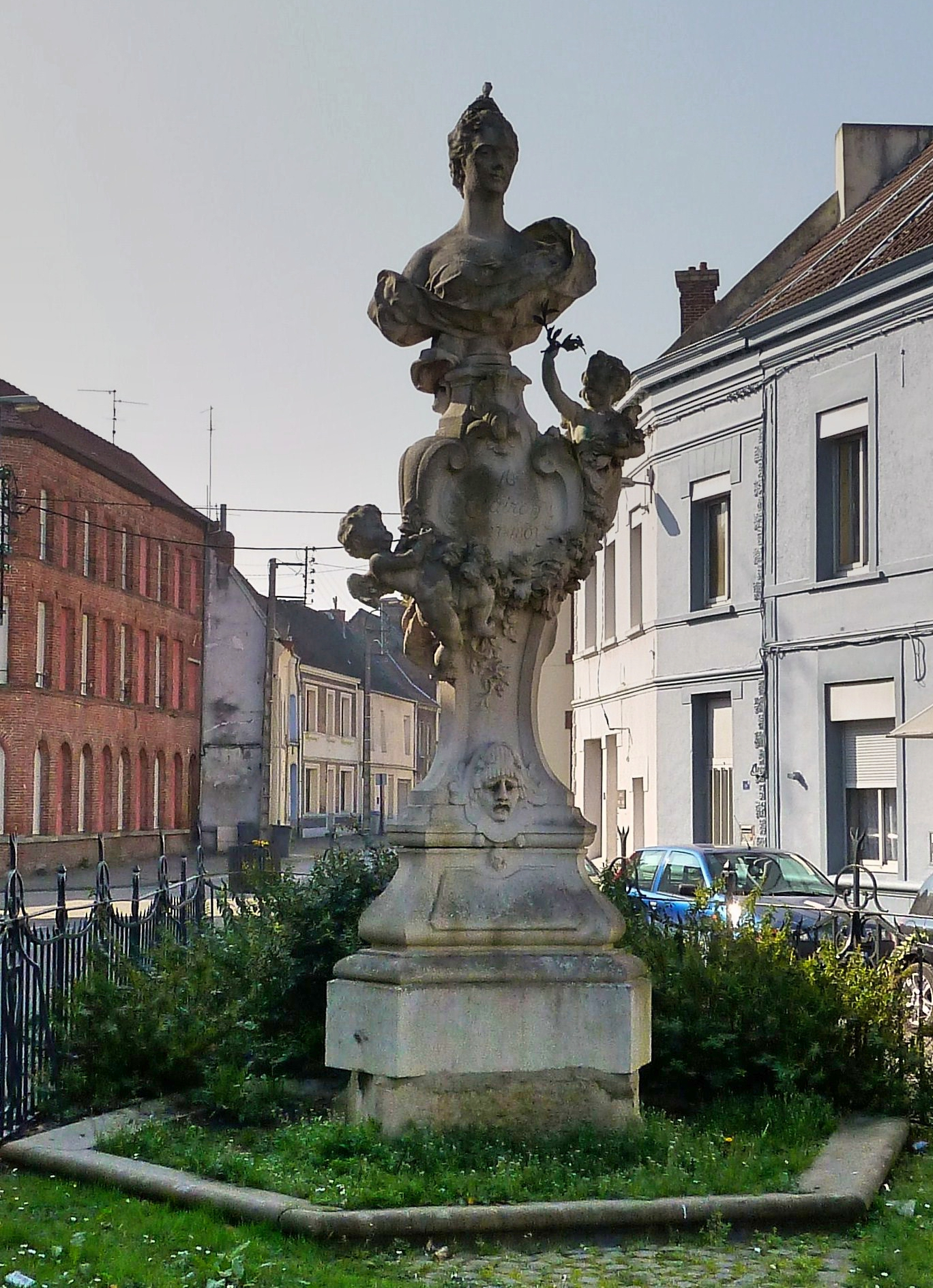
Monument de la Clairon de Condé-sur-L’Escaut.

- 1905 : manège de cavalerie, place du Onze-Novembre à Condé-sur-l'Escaut [3] ;
- 1906-1912 : modification du château de Bailleul de Condé-sur-L’Escaut [4] ;

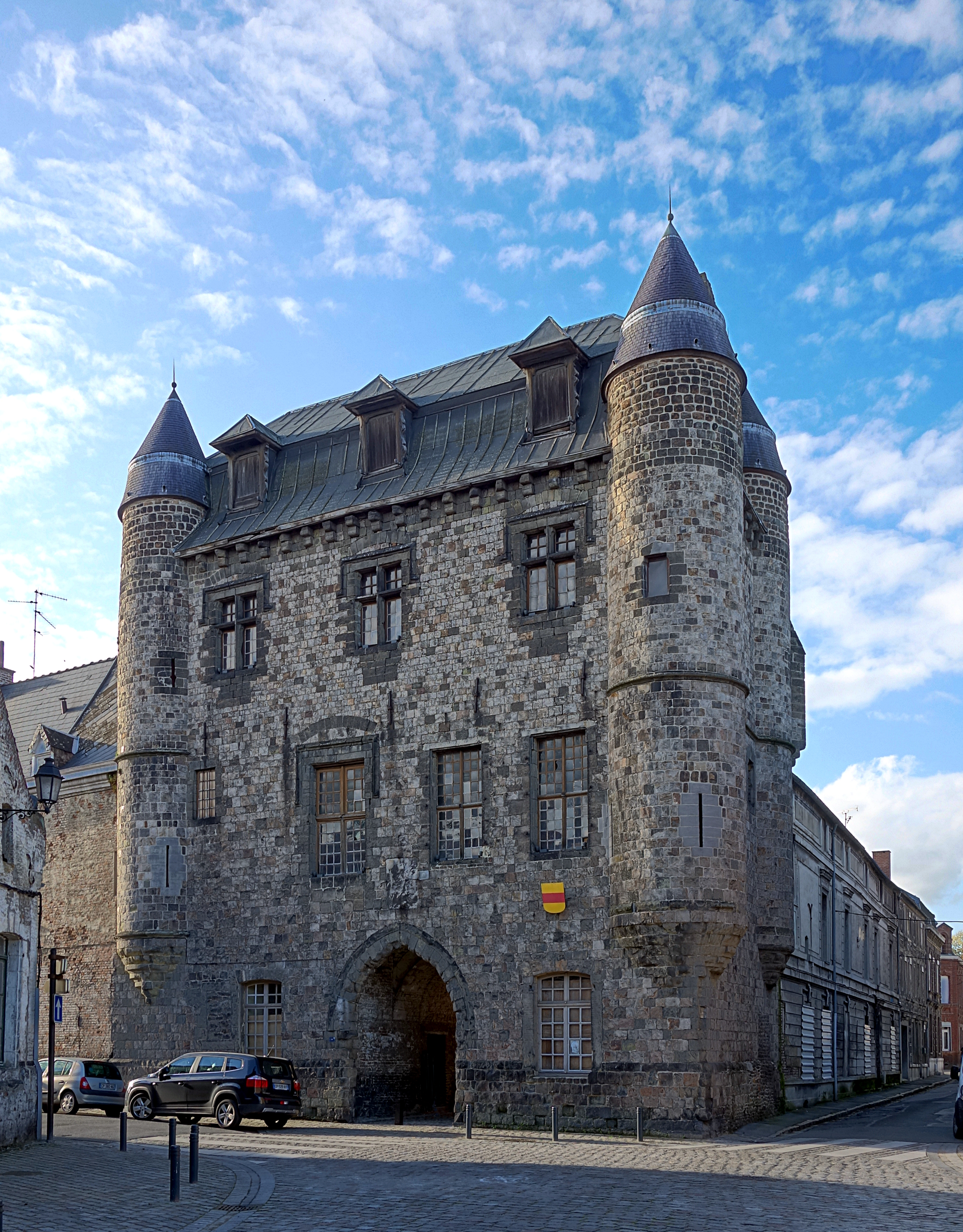
Château de Bailleul de Condé-sur-L’Escaut.

- clinique Jeanne de Flandre à Valenciennes[5] ;
- hôtel de la Chambre de commerce de Valenciennes.

## Vie privée
Il épouse, le 30 novembre 1887 à Valenciennes, Jeanne Dusart (1861-1940), fille d’Emile Dusart et sœur de Paul Dusart, tous deux architectes.
Ils ont deux filles, dont l’une épouse l’architecte Paul Decaux.

## Décoration
- Officier d'académie.